# 東宝特撮映画の登場兵器
東宝特撮映画の登場兵器（とうほうとくさつえいがのとうじょうへいき）では、東宝製作の特撮映画に登場する架空の兵器および兵器に準じる架空の機器のうち、複数の映画作品に登場するものを列挙する。単一の作品にのみ登場するものは、作品ごとの記事を参照。

## 陸上兵器
92式メーサー戦車

93式自走高射メーサー砲

メーサー殺獣光線車

90式メーサー殺獣光線車

### 24連装ロケット砲車
ゴジラ映画第2作の『ゴジラの逆襲』（1955年）から登場し、東宝特撮映画の「名脇役」とも言われる。
形状は3軸のシングルキャブ型軍用トラックの荷台部に、24連装ロケット砲を搭載したオリジナル兵器である。架空組織である防衛隊の特殊装備という設定だが、トラックのフロント部分に自衛隊の桜星らしきマークが1つと車両番号が表示されている。運転席後部に人員の姿が2名確認できる。広範囲に弾幕を張ることを目的としており、発射する際はロケット砲を横ないし後部に旋回させて目標へ向けることが多い。有効射程距離は20キロメートル。
『空の大怪獣 ラドン』（1956年）では運転室のルーフにレーダーを装備したタイプが登場している。『大怪獣バラン』（1958年）では上陸用舟艇に搭載される形でバランに対し洋上攻撃を行ってから陸上の本隊に合流するという変則的な運用が見られる。ルーフに小さなサーチライトが付いている。
- 登場作品
  - 『ゴジラの逆襲』（1955年）[出典 3]
  - 『空の大怪獣 ラドン』（1956年）[出典 4]
  - 『地球防衛軍』（1957年）[出典 5]
  - 『大怪獣バラン』（1958年）[出典 6]
  - 『怪獣大戦争』（1965年）[出典 7][注釈 4]
  - 『地球攻撃命令 ゴジラ対ガイガン』（1972年）[出典 8]
- ライブフィルムで登場
  - 『ゴジラ対メガロ』（1973年）[1]

この他、『ゴジラvsビオランテ』（1989年）と『ゴジラvsデストロイア』（1995年）には、本車を大型化した発展型と思しき車両が登場している。『vsビオランテ』では若狭湾のサンダービーム作戦に参加しているが、ゴジラによって粉砕されている。小説『GODZILLA 怪獣黙示録』では、本車が元ネタらしき米軍の退役兵器「24連装自走ロケットランチャー」が登場する。
また、東宝作品以外にも円谷プロダクション作品の『ミラーマン』（1971年）、『ウルトラマンA』（1972年）、『ファイヤーマン』（1973年）などにも登場している。
- 愛称はポンポン砲[出典 9]。資料によっては24連装ロケット砲[出典 10]、ロケット砲車[2][30]、多連式噴射砲[19]、ロケット砲トラック[45]、ミサイル砲車[38][46]と記述している。
- 書籍『シン・ゴジラWalker』では、前年のゴジラ襲撃（『ゴジラ』）を受けて緊急の対応策として開発されたと記述している[21]。
- 実在の兵器では、75式130mm自走多連装ロケット弾発射機が類似している[19][38]。
- 『ゴジラ×メカゴジラ』（2002年）と『ゴジラ×モスラ×メカゴジラ 東京SOS』（2003年）に登場した88式地対艦誘導弾は平成のポンポン砲と呼ばれている[47][48]。

造形
デザイン・造形は渡辺明。画面効果を狙って考案された架空火器とされる。井上泰幸によると、「とにかく派手にしよう」との意図があって作られたという。『ゴジラの逆襲』の時点で5台が作られた。
1尺ほどのブリキのトラックミニチュアの荷台に回転台を付け、金属パイプを縦4×横6列並べてロケット砲車とした。パイプに火薬を仕込み、次々と発射することから「ポンポン砲」と呼ばれた。自走は出来ず、ピアノ線で引っ張って走行させている。
以後、『空の大怪獣 ラドン』や『大怪獣バラン』などの怪獣映画の常連兵器となった。ゴジラなどのスーツアクターを務めた中島春雄は、ロケット弾のテストではベニヤ板を貫通する威力であったと証言しており、薄いラドンのスーツでは衝撃が大きかったと述懐している。
『ゴジラvsメカゴジラ』（1993年）に登場し、61式戦車の車体にポンポン砲を装備した車両のプロップも2025年時点で現存している。車体にはGフォースのエンブレムが描かれている。また、特撮監督の原口智生が『ゴジラ対ガイガン』で燃やされ廃棄されたものの砲塔部分を個人的に回収して所有している。

### 73式小型車
『ゴジラ×メカゴジラ』（2002年）、『ゴジラ×モスラ×メカゴジラ 東京SOS』（2003年）に登場。
特生自衛隊の偵察警戒車。偵察や連絡、メーサー車の先導などに運用される。1973年に制式化された。
『ゴジラ×メカゴジラ』中では1999年、千葉県館山市に上陸したゴジラ撃退の際、メーサー光線が目に命中したゴジラが吐いた熱線により発生した土砂崩れを回避しようとして後退したところ、Uターンしようとした90式メーサー殺獣光線車の牽引車と衝突。反動で崖下に転落し、ゴジラに踏み潰される。乗車していた隊員は全員が殉職している。
『ゴジラ×モスラ×メカゴジラ 東京SOS』中では赤坂付近で損傷した3式機龍の補修に向かう中條義人が乗車した73式小型トラックとともに日比谷公園より地下鉄虎ノ門駅付近まで出動する。
- 実在の新73式小型トラックと同じ名前だが、実在車が三菱・パジェロベースなのに対し、劇中ではライト、グリル、バンパーなどが73式風に改造された日産・テラノである[57][58]。『×メカゴジラ』の準備稿では登場しておらず、陸上自衛隊の偵察警戒車という設定であった[59]。

### 83式600mm地対地ミサイル車
『ゴジラ』（1984年）、『ゴジラvsビオランテ』（1989年）、『ゴジラvsキングギドラ』（1991年）に登場。
陸上自衛隊の自走式ミサイル車両。74式特大型トラックをベースとして改造したトラックの荷台に大型の地対地ミサイル用のランチャーを2基並列に装備した車両で、全体的なレイアウトは67式30型ロケット弾発射機に酷似している。また、運転席の上部にはパトランプが備えられている。運用は本車3両と追跡・誘導レーダー車1両をセットとして行われる。1983年に制式化された。
撮影にはゴムでミサイルを発射することが可能な、約24分の1縮尺の精巧なプロップモデルが使用された。
『ゴジラ』では、ゴジラを迎撃すべく、74式戦車や61式戦車などと共に晴海埠頭に展開するが、ゴジラの放射熱線を受けて破壊される。『vsビオランテ』では芦ノ湖でビオランテと、『vsキングギドラ』では札幌市でゴジラと交戦している。
また、『ゴジラ』の晴海埠頭のシーンには、少し小型のシングルキャブ型4輪トラックの荷台上に、改良ホークと思しきミサイルを1基搭載した車両も登場する。この車両の撮影には本物のトラックの上にミサイルのプロップを乗せた物が使用された。

### 92式ペトリオット<改>対Gシステム特車
『ゴジラvsビオランテ』（1989年）、『怪獣プラネットゴジラ』（1994年）に登場。
実在する地対空誘導弾ペトリオットを対ゴジラ用に改良したもので、地対地攻撃が可能となっている。形式記号は92GPSで、1992年に制式化された。補助車両に依存することなく、牽引車と発射機のみによる索敵・発電などが可能となっており、牽引車と連結した状態で射撃が行える。原型機との外見上の相違は、発射機の形状が簡略化されている点。また、『怪獣プラネットゴジラ』に登場するものは発射機が並列2連装になっている。
『vsビオランテ』では、90式戦車や92式メーサー戦車などとともにサンダービーム作戦を支援するため、若狭湾の近辺へ展開。
『怪獣プラネットゴジラ』では東京駅近辺でゴジラを攻撃するGフォース部隊の一翼を担う。
また、ゲーム『ゴジラ 列島震撼』（1995年）にも登場しているが、こちらでは74式特大型トラックのような車両の荷台にペトリオットのランチャーのみを搭載したような形状に変更されている。
- 資料によっては、名称をペトリオット・システム[37]、ペトリオット車[35][64]と記述している。
- 造型はビーグルが担当[67]。ミニチュアは1/10スケール[65][64]。

### サーチライト車
怪獣を照らし出す大型のサーチライトを搭載した架空の移動照明車。作品によってジープやトラックを基にしたさまざまな型がミニチュア・実写を問わず登場する。
『キングコング対ゴジラ』（1962年）
ジープの荷台にサーチライトを1基搭載している。キングコングを照らすべく国会議事堂前に展開する。実車とミニチュアの両方が登場する。ミニチュアは『サンダ対ガイラ』にも登場。L作戦に参加する。
- 資料によっては、名称を探照燈車と記述している。

『フランケンシュタインの怪獣 サンダ対ガイラ』（1966年）
軍用トラックの車体上部に展開式のサーチライトを取り付けた車両。搭載するサーチライトは野球場の照明塔のように、12個のサーチライトを1基に組み合わせたタイプで、劇中のL作戦に出動して夜間戦闘を支援する。このタイプは後にサーチライトをパラボラアンテナに換装して、『ゴジラ対メガロ』（1973年）に登場する。また、同車は『ウルトラマン』（1966年）第15話にも登場しており、ガヴァドンAを包囲する部隊に混じっている。
上記と同じくAサイクル光線車の牽引車をベースとして、通常型の展開式サーチライト1基を装備した車両も登場するが、性能差については演出されていない。同車もL作戦に参加する。こちらはその後『地球攻撃命令 ゴジラ対ガイガン』（1972年）にも登場する。
- 資料によっては、名称を照明車と記述している。
- ミニチュアはいずれもAサイクル光線車の牽引車を改造したもの。

『キングコングの逆襲』（1967年）
トラックの荷台にサーチライトを設置したものが登場。
- 資料によっては、名称を照明車、強力サーチライト車と記述している。

『ゴジラvsビオランテ』にも独自の照明車両スーパーサーチライト車が登場している。

### 自走ミサイル発射機
『地球防衛軍』（1957年）、『宇宙大怪獣ドゴラ』（1964年）に登場。
シングルキャブの6輪トラックの荷台にランチャー1基を装備した改造車輌で、全体的なレイアウトはオネストジョンに類似しているが、車体・ミサイル共に形状は異なる。『地球防衛軍』ではオネストジョンやマーカライト・ファープと共に富士山麓のミステリアン基地を攻撃。『ドゴラ』では洞海湾上空のドゴラを攻撃する。
また、ゲーム『ゴジラ 列島震撼』には「67式対空ミサイル」という類似した形状の車両が登場する。
- 書籍『超最新ゴジラ大図鑑』では、名称を地対空ミサイル火器と記述している[65]。資料によっては、『ドゴラ』のものをミサイル車[80]、対空ミサイル発射機[81]と記述している。
- 書籍『ゴジラ大百科 [メカゴジラ編]』では、『地球防衛軍』のものと『ドゴラ』のものを、ミニチュアを流用した別の兵器として紹介している[82]。

### 戦闘指揮車
『怪獣総進撃』（1968年）、『地球攻撃命令 ゴジラ対ガイガン』（1972年）に登場。
防衛軍の地上部隊の中核で、多目的戦車やミサイルランチャー車の遠隔操作などを行う。特型警備車のような形状をした6輪の装輪車両と、それに牽引される4輪のトレーラーから構成される。トレーラー上部にレーダーを装備。
『怪獣総進撃』では、走行シーンでサスペンションを強調している。
『ゴジラ対ガイガン』では、車両上部にもパラボラ型のレーダーアンテナが追加されている。
- 資料によっては、名称を戦闘司令車[45]、司令車[85]と記述している。

### 多目的戦車
『怪獣総進撃』（1968年）、『地球攻撃命令 ゴジラ対ガイガン』（1972年）、『ゴジラ対メガロ』（1973年）に登場。
砲塔に200ミリ戦車砲、160ミリ副砲（ロケット弾）を装備する他、砲塔最上部にミサイル2基とレーダーを装備した無人の戦闘車両。戦闘指揮車からの遠隔操作で行動する。なお、『ゴジラ対ガイガン』に登場した車両はレーダーが撤去されている。
『怪獣総進撃』ではムーンライトSY-3などと共に、富士山麓にあるキラアク星人の基地を攻撃し、地中から現れたアンギラスと交戦する。『ゴジラ対ガイガン』ではガイガンやキングギドラ、『ゴジラ対メガロ』ではメガロを攻撃している。
- 名称は書籍『東宝特撮メカニック大全』『オール東宝メカニック大図鑑』『「ゴジラ検定」公式テキスト』などより[出典 18]。資料によっては多用途戦車[出典 19]、ミサイル自走砲[93]と記述している。
- 造形物には、相模模型から発売された61式戦車の組み立てキットを用いている[92]。サイズは1/20スケール[38]。
- 『ゴジラ対ガイガン』『ゴジラ対メガロ』での映像は、『怪獣総進撃』のものを流用している[88]。
- 書籍『超最新ゴジラ大図鑑』では、主砲とミサイルを装備するというスタイリングはAMX-13に類似すると分析している[38]。

### ミサイル戦車
『モスラ』（1962年）、『フランケンシュタインの怪獣 サンダ対ガイラ』（1966年）、『ゴジラ対メガロ』（1973年）に登場。
60式装甲車に類似した形状の無限軌道の装甲車（車体左前部に密閉型の運転席がある）の上部にミサイル発射機3基を設置した強力な防衛兵器。
『モスラ』に登場した型は2連装のミサイルを備え、六本木付近と渋谷に侵入した幼虫モスラに攻撃を加えるが決定打にはならずに終わる。なお、同車は『ウルトラマン』第18話にも登場しており、にせウルトラマンに対し攻撃を行っている。
『サンダ対ガイラ』『ゴジラ対メガロ』に登場した型はミサイルの配置がホークと同型の3連装になっているのが特徴である。『サンダ対ガイラ』では、ガイラの迎撃に向かう車列に混じっており、銀座に出現したガイラを61式戦車などと共に包囲しているが、戦闘時にミサイルを発射することはなく、『ゴジラ対メガロ』では、70式メーサー殺獣光線車に随伴し、メガロを攻撃する。
- 名称は書籍『決定版ゴジラ入門』、書籍『超最新ゴジラ大図鑑』、書籍『モスラ映画大全』、書籍『オール東宝メカニック大図鑑』より[出典 20]。書籍『動画王特別編集ゴジラ大図鑑』では、『モスラ』のものを二連自走誘導弾発射機[97]、『ゴジラ対メガロ』のものを連誘導弾自走発射機[73]と記述している。
- 特殊美術の入江義夫は、特美助手の豊島睦がデザインしたものと推測している[95]。
- ミサイル発射のギミックは、模型電飾の鈴木昶が担当[98]。ミサイルの後ろにつながっているピアノ線に100ボルトの電流を流すと、火薬に着火し発射するという構造になっている[98]。入江は、発射煙がパワフルで怪獣攻撃に適していたと評している[95]。

### ミサイルランチャー車
『怪獣総進撃』『地球攻撃命令 ゴジラ対ガイガン』『ゴジラ対メガロ』に登場。
M3ハーフトラックの荷台部分に都市防衛システムと同様の2連装ミサイルランチャーを備えた戦闘車両。
『怪獣総進撃』では、天城山中でゴジラとアンギラスを迎撃する。同作品ではM3ハーフトラックの上部に高出力の光線砲とみられる兵器を搭載した光線砲ハーフトラックも登場したが、詳細は不明。
- 名称は書籍『ゴジラ大辞典』より[99]。資料によっては、ミサイルハーフトラック[93]、ミサイル・ロケット砲[100]、武装ハーフトラック[85]、ミサイルランチャー搭載ハーフトラック[84][90]と記述している。

## 航空兵器
93式メーサー攻撃機

スーパーX、スーパーX2、スーパーXIII

### 支援ヘリコプター
『怪獣総進撃』『地球攻撃命令 ゴジラ対ガイガン』『ゴジラ対メガロ』に登場。
タンデムローター式の多目的ヘリコプターで、通常のシングルローター式ヘリコプターのテールに、2基目のメインローターを取り付けたような形状をしている。また、「ジェットヘリコプター」の別名の通り、胴体両脇とテール下部にジェットエンジンを有している。
防衛隊機として戦闘指揮車と共に地上部隊の指揮・誘導を行っている。
- 名称は一部関連書籍より[102][83]。資料によってはジェット戦闘ヘリ[103]、指揮用ヘリコプター[85][90]、防衛隊ジェットヘリコプター[104]、防衛隊対戦ヘリ[105][106]と記述している。
- ミニチュアは、『キングコングの逆襲』のドクター・フーのジェットヘリ5機のうち2機を改造したもので[出典 22]、同作品で付けられていたフロートが取り外された[105]。造型は高木敏喜が担当し、デザインについて原口智生は特美の豊島睦が担当したと推測している[105]。その後、『流星人間ゾーン』の城タケルの模型店内の棚にこのミニチュアが飾られている[105]。後に展示用に修復された[104]。

### しらさぎ
『ゴジラ×メカゴジラ』『ゴジラ×モスラ×メカゴジラ 東京SOS』に登場。
特生自衛隊に所属する3式機龍運用のために開発された高出力の支援用航空機。垂直離着陸が可能なVTOL仕様。3機で構成され、3式機龍の運搬・作戦指令、遠隔操縦、EG補給を行う。バルカン砲を装備。最大乗員は2人。
2003年4月に、3式機龍運用部隊である第1機龍隊（八王子駐屯地）発足時に6機が納入される。1号機は作戦指令機、2号機は機龍の遠隔操縦機、3号機は機龍のEG供給機として使用。残りの4号機から6号機は予備機となっている。機龍の輸送は2号機と3号機がワイヤーアームによって空輸する。脱出装置が各機のシートに付属しているほか、2号機内に収納されている海上への不時着に対応するゴムボートもある。
3号機が八景島で暴走した機龍のミサイルを受けて墜落したため6号機がEG供給用となるが、これも大破したため翌年は4号機がEG供給用となる。5号機は劇中未登場。
制作
監督の手塚昌明は、メカゴジラ（3式機龍）が現場まで飛行するとエネルギーの消費が激しいと考え、輸送機による運搬を発想した。
当初は「しらさぎ EX」という正式名称であったが、本来Xというコードは試作機に付くものであり、本作品ではリアル方向に寄せるため、対地攻撃能力を持つ輸送機「AC-3 しらさぎ」となった。
企画段階では4機編成という設定であった。その後、3機で機龍を吊り上げるという想定であったが、最終的に2機で吊り上げるかたちとなった。特殊美術の三池敏夫は、機龍を吊るのに2機ではバランスが悪いが、4機では現場が大変だっただろうと述べている。
手塚は、4号機は本来1号機の代替機であったが、機龍の修復により防衛庁の予算が不足したためエネルギー供給機に転用されたと想定している。
撮影は、スタジオの狭い範囲で行わなければならなかったため、広く見せるために引きの画が多くなっている。
『×メカゴジラ』の特報では、家城茜が操縦席側に座っている。

デザイン
デザインは当時円谷プロダクションに所属していた丸山浩が担当。また、西川伸司もラフデザインを描いている。丸山は、円谷作品で繋がりのあった本作品で造型プロデューサーを務める若狭新一からの誘いで当初はメカゴジラのデザイン案で参加していたが、輸送機のデザインも必要になり、ミリタリーを好んでいたことからこちらを志願した。
丸山は、決定稿のあと打ち合わせ用の雛形をスタイロフォームで作り、特殊技術の菊地雄一と手塚から細かな修正が指示された。当初は機龍を大型輸送機C-1のような機体に格納するイメージであったが、それでは巨大になることからステルス戦闘機F-117のような直線で構成したデザインとなった。丸山によれば、制作期間が短いことから曲面よりも平面にすることで作りやすくする意図もあったという。運搬時にミニチュアがぶつからないよう長かった両翼を短くしたため、戦闘機のような形状になった。最終的には2機で運搬するかたちになったため、丸山は翼を長くしたかったが、主役はあくまで機龍であるためあまり目立たさせるわけにはいかなかったことを述べている。準備稿では、1号機にレーダードームをつけるという案も存在した。
『東京SOS』では、手塚からの要望によりノズル部分を変更しているが、西川はアップで映るのかどうか疑問であったという。
セットデザインは、外観を描いたデザイン画のみで、内部のコクピットの設定はなかったため、美術の瀬下幸治はF-15イーグルの模型を参考にし、広いコクピットであった過去のゴジラシリーズとは異なり、実機に近く、狭くなっている。一方で、キャノピーや風防はF-15のような曲線ではアクリルを型起こししなければならないため、直線的なデザインとしている。

造型
ミニチュアは、1/25スケールの大サイズのものともう一つの大小2種類作られた。当初は大小それぞれ3機ずつ制作する予定であったが予算の都合から叶わず、3機同時に映る場面では、3機目が合成で描写された。壊れた状態も、別造型ではなく、メインのミニチュアを改修している。特殊美術の三池敏夫は、ミニチュアが減ったことにより、本来必要のない別撮りを行わなければならないなど、かえって撮影に手間がかかったことを証言している。
『東京SOS』では、前作で壊した1機に代わり、新規に1台が制作された。
機龍輸送用のワイヤーは、CGで描写された。CGを担当した東京現像所の荒木史生は、実写との質感を合わせるのに苦労したといい、特殊効果プロデュースの小川利弘も重量感を出すのが難しかった旨を語っている。墜落シーンもCGで描写しており、機体のほか煙や瓦礫なども制作している。『東京SOS』では、機体番号や噴射口を替えたのみでCGモデルをほぼそのまま流用している。
また、監督の手塚が主に演出する際の本編班では、出演者に各シーンの飛行状態を知ってもらうために、美術班が製作したカポック製のものが参考用として使用された。
滑走路のシーンでは、後方の格納庫のミニチュアを小さくすることで遠近感を強調している。
コクピットのセットは、1機分のみが作られ、飾り替えで各機を表現している。パイロットの正面からの撮影は、セットの機首部分を外して撮影している。後ろから撮る際にはセットの椅子を外している。側面のマーキングは、手塚のこだわりにより自衛隊での取材に基づいたリアルなものが施され、ミニチュアにも反映された。『×メカゴジラ』では、半球型の鉄の台の上にセットを組んで揺らしていたところセットが歪んでしまったため、『東京SOS』では全体を鉄骨で組んでいる。『東京SOS』でも内装はほぼ同様だが、三連メーサー用のスイッチが追加され、側面の乗り込み口を省略している。

## 海洋兵器
轟天号

わだつみ

## ロボット兵器
ジェットジャガー

メカゴジラ

メカゴジラ（初代）、メカゴジラ2

メカゴジラ（平成VSシリーズ）、スーパーメカゴジラ

3式機龍

モゲラ

五式支援機士ユウヒ
『超星神グランセイザー』（2003年）および『劇場版 超星艦隊セイザーX 戦え!星の戦士たち』（2005年）に登場。国防省の所有する遠隔操作型ロボット兵器。

## その他

### オキシジェン・デストロイヤー
英語表記はOxygen Destroyer。

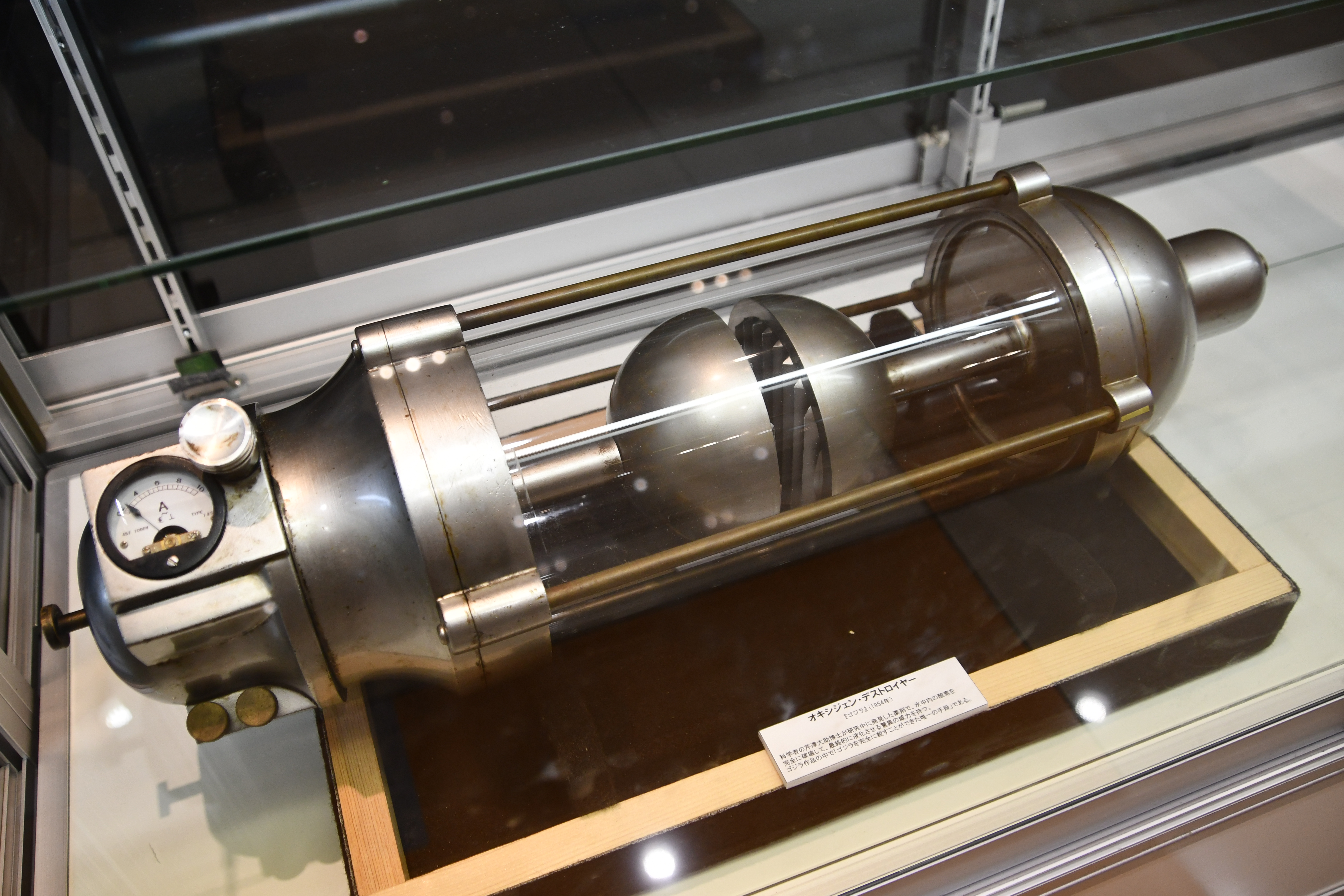
オキシジェン・デストロイヤー（撮影用小道具）

『ゴジラ』（1954年）に登場する架空の物質で、「水中酸素破壊剤」とも表記される。
科学者の芹沢大助が酸素というものをあらゆる角度から研究しつくした結果、偶然発見して開発した、膨大なエネルギーを生み出す薬剤。劇中では詳細に触れられないが、特殊な物質を電磁的に反応させることによって水中の酸素を一瞬で破壊し尽くし、その効果範囲内に存在する全生物を窒息死させて完全に溶解する効力を持つうえ、砲丸大のサイズであれば東京湾一帯の生物が死滅する威力を持つという。芹沢は「初めて実験した後は我ながらぞっとして2、3日は食事も喉を通らなかった」と回想して大量破壊兵器への悪用を畏怖し、ゴジラへの使用目的での一般公開を拒否するが、いつかは平和な社会のために役立てたいと考えていた。
芹沢は秘密にすることを約束にして山根恵美子だけに打ち明けるが、ゴジラによる大被害を見かねた恵美子は芹沢との約束を破り、尾形秀人に秘密を告白する。尾形と恵美子の熱心な説得を経て、テレビで放送された「平和への祈り」を聞いて心を動かされた芹沢は、一回限りの条件で使用を決断する。堅牢なカプセルが作られ、母船のしきねではジュラルミンケースの中に入れられて保管され、使用時には海中に潜水した芹沢が直接操作してカプセル内を海水で満たし、球体を割ることで薬剤が解放され、完全にゴジラを消滅させた。人間がゴジラを絶命させることに成功した唯一の存在であるが、芹沢は何らかの形で使用を強制された場合、自らの死とともに薬剤の製造法を葬る覚悟を決めており、ゴジラに対して使用する分以外は資料なども含めて一切を焼却処分しており、使用の成功を見届けても海中に留まったまま自決し、オキシジェン・デストロイヤーの秘密を完全に封印する。これにより、製造方法は永遠の謎となった。
- 香山滋による「G作品検討用台本」では、芹沢は空中の酸素を破壊する研究も視野に入れていた[10]。
- 小説『怪獣ゴジラ』では「オキシジェント・ディストロイヤー」と表記され、芹沢が使用を決断する流れも、尾形の説得によるものと、映画本編とは異なっている[154]。

『ゴジラvsデストロイア』（1995年）
『ゴジラvsデストロイア』では、デストロイアを誕生させるきっかけとなる。劇中では、最初のゴジラを倒すために使用されたオキシジェン・デストロイヤーが東京湾海底に無酸素状態を発生させ、太古の無酸素時代（先カンブリア時代）に近い状態となったことで、デストロイアの復活・進化に影響したと推定されている。
なお、オキシジェン・デストロイヤーはデストロイアの武器として駆使され、獲物に食らいついて体内に流し込む、光線「オキシジェン・デストロイヤー・レイ」の発振源に応用するといった活用を見せる。しかし、オキシジェン・デストロイヤーをもってしても、本作品の怒り狂って暴走するゴジラを殺害するには至っていない。なお、本作品のタイトルロゴのシーンにはCGで描かれたオキシジェン・デストロイヤーが登場するが、その溶液は緑色である。
同作では、オキシジェン・デストロイヤーに似た性質を示す、酸素分子を微小化したミクロオキシゲンという化合物も登場している。これはオキシジェン・デストロイヤーの開発途上にある派生物であり、物理学者・伊集院研作による発明である。伊集院自身もオキシジェン・デストロイヤーを意識した発明であると明言しているが、ミクロオキシゲンからオキシジェン・デストロイヤーへ至るには技術的な壁が存在しており、オキシジェン・デストロイヤー自体は開発できなかった。ミクロオキシゲンが物質を破壊する理由としては、微小な水素原子が分子間へ入り込んで物質を破壊する現象（水素脆化）に似た現象であろうと解説される。なお、ミクロオキシゲンの沸点は、普通の酸素と同じ摂氏マイナス183.2度である。
- 本作品の前半では、オキシジェン・デストロイヤーの使用を巡る人間側の葛藤が物語の軸となっているが、デストロイアの登場以降はフェードアウトし、明確な結論は出されていない。特技監督の川北紘一は、デストロイアを「生きたオキシジェン・デストロイヤー」と位置づけているが、終盤はゴジラの死を主軸とするためにテーマ性を投げうち、デストロイアを退場させている。脚本を担当した大森一樹は、核やオキシジェン・デストロイヤーなどの科学が生み出した脅威が作られたこと自体を否定するのではなく、人類の叡智で乗り越えて有効に利用していく未来に期待を持たせることをテーマとしていたが、第1作へのリスペクトとしてオキシジェン・デストロイヤーそのものは作れなかったとの展開とした。当初の脚本では、伊集院がミクロオキシゲンを研究していたのはオゾン層を修復するためとされていたが、説明が長くなることからカットされた。プロデューサーの富山は、この点が大切であったと最後まで主張していたという。
- 『vsデストロイア』の最初期企画として大森が執筆した『ゴジラVSゴジラ』では、尾形と恵美子の息子である尾形秀樹が完成させたネオオキシジェン・デストロイヤーを自衛隊が使用してゴジラが死亡するという展開であった。『vsデストロイア』の原型となる『ゴジラVSバルバロイ』を執筆した特撮班監督助手の岡ひできは、ゴジラを死なせるのにオキシジェン・デストロイヤーを使用していたことが第1作『ゴジラ』の根幹を否定することになると考え、オキシジェン・デストロイヤーを怪獣の出自と結びつけた。同脚本では、オキシジェン・デストロイヤーの軍事利用を目論む軍産複合体とそれを阻止しようとするGフォースとの対立も物語の主軸となっていた。
- 脚本では、最初からセリフでオキシジェン・デストロイヤーの名が出ていたが、監督の大河原孝夫は軽々しく名前を出したくないと考え、序盤では代名詞で表現するにとどめ、Gサミットにてゴジラを倒す手段として言及される段階で初めて名前を出している。
- 大森は、第1作でオキシジェン・デストロイヤーについての科学考証が不明確であったことから、それを現代につなげることが難しかったと述べており、デストロイアの誕生にオキシジェン・デストロイヤーが直接作用したのではなく、酸素が破壊されたことによって無酸素時代の生物が蘇ったとの設定になった。また、デストロイアがオキシジェン・デストロイヤーから誕生したことと、オキシジェン・デストロイヤーが吐けるようになるのは大森自身もよくわからないと述べている。特殊部隊員がミクロオキシゲン光線を食らう描写は、全身が溶けるようなグロテスクな表現は避け、光線のパワーが渦巻いて背中から吹き出すというイメージとなった。

『GODZILLA プロジェクト・メカゴジラ』（2018年、アニメーション3部作の前日譚小説）
かつてゴジラを倒した謎の兵器として噂が広まったが、実際には地球連合軍戦略生物研究所研究員のケイン・ヒルターがゴジラの脅威に絶望した人々へ少しでも希望を与えようと思い詰めたあまり、自身の若いころの写真を開発者のセリザワ博士のものと偽るなどして捏造したに過ぎず、実在しない。
- 小説刊行後の2018年に大樹連司と白土晴一が明かしたところによれば、オキシジェン・デストロイヤーはゴジラを倒せてしまうものであるので出せないが、ゴジラの小説である以上はやはりオキシジェン・デストロイヤーを書きたいため、実在しないものとして出したという。

『ゴジラ キング・オブ・モンスターズ』（2019年）
『ゴジラ キング・オブ・モンスターズ』では、アメリカ軍が秘密裏に開発した対怪獣用の最新兵器としてミサイルの弾頭に積まれたオキシジェン・デストロイヤーが登場。弾頭搭載時は日本版と同じ形状をしており、使用すると半径3キロメートル以内の生物をすべて死滅させる威力を持つほか、水中だけでなく空気中にも効果がある。
プエルトリコ沖で戦うゴジラとキングギドラを2体まとめて殲滅（）するために放たれ、ゴジラを一時的に活動停止に追い込むほどのダメージを与えたものの、宇宙怪獣であるキングギドラにはまったく効果がなかった。エンドロール後には同海域の漁師が不漁を語っていることから、この兵器が環境に与えた影響の大きさが示唆されている。

その他の作品での登場
『ゴジラの逆襲』（1955年）では、ゴジラの対策会議の際に山根恭平博士の説明でわずかながらその存在が語られる。
『ゴジラvsビオランテ』（1989年）では、国土庁に出向している権藤吾郎一佐の部屋に飾られているオキシジェン・デストロイヤーのレプリカが確認できる。
『ゴジラ2000 ミレニアム』（1999年）の小説版では、初代ゴジラについて山根博士が残した手記の中で存在が語られている。芹沢博士による開発の経緯も説明されており、第二次世界大戦時、留学先のドイツで原子爆弾開発に関与していた際に着想し、戦後になって完成させたものだという。
『ゴジラ・モスラ・キングギドラ 大怪獣総攻撃』（2001年）では、オキシジェン・デストロイヤーの名前は登場していないが、1954年に襲来したゴジラがとある科学者の制作した「未知の毒化合物」によって太平洋上で倒されたことが、作中に登場する防衛官僚によって語られている。だが、このことは世間に知られておらず、一般にはゴジラは防衛軍の攻撃によって倒されたと認識されている。また、同科学者はゴジラが葬り去られた時に一緒に犠牲になっており、その「未知の毒化合物」が何だったのかは、作中で舞台となった時系列ではもはや誰にも分からないとされる。
『ゴジラ×メカゴジラ』（2002年）と次作『ゴジラ×モスラ×メカゴジラ 東京SOS』（2003年）では第1作での最期と違ってゴジラの骨だけは残っていたという設定になっており、この骨は3式機龍のメインフレームとして利用された。なお、『×メカゴジラ』でもオキシジェン・デストロイヤーの名前は出ず、単に「特殊兵器」と呼ばれている。
アニメ『ゴジラ S.P ＜シンギュラポイント＞』（2021年）には、オキシジェン・デストロイヤーに酷似した装置「オーソゴナル・ダイアゴナライザー」が登場している。同作の小説版では、葦原道幸がロンドンの屋敷に残していたオーソゴナル・ダイアゴナライザーの資料の中に、1箇所だけ「オキシジェン・デストロイヤー」という殴り書きがあることが示されており、ゴジラの骨は1954年に何者かが「オキシジェン・デストロイヤー」を用いて撃破した個体のものと示唆されている。
ゲーム『ゴジラ・ジェネレーションズ』（1998年）では、「ジャイアント芹沢博士」の武器として登場。数十倍のサイズになっており、鈍器として用いられる以外にも、全方位に稲妻状の光線を放つことが可能になっている。
ゴジラシリーズ以外では、アメリカ映画『メガ・シャークVSグレート・タイタン』（2015年）で巨大鮫に対して使用される兵器の1つが「オキシジェン・デストロイヤー」と呼ばれている。

造形
デザインは本編班美術スタッフの安倍輝明、造形は井上泰幸。造形物は、中央部が開くアップ用のものと、水中撮影で用いる非開閉のものの2種類が制作された。
撮影に使用された模型は東宝映像美術に保管され、『vsビオランテ』でレプリカに使われたほか、後年にも各種イベントで展示されている。『ゴジラvsモスラ』（1992年）では、赤坂の群衆シーンでエキストラに混じって白衣と眼帯の男に扮した小道具係がこのオリジナルプロップを抱えて走っているが、画面からは判別できない。